# Сігнал-Маунтен (Теннессі)
Сігнал-Маунтен (англ. Signal Mountain) — місто (англ. town) в США, в окрузі Гамільтон штату Теннессі. Населення — 8852 особи (2020).

## Географія
Сігнал-Маунтен розташований за координатами 35°8′30″ пн. ш. 85°20′47″ зх. д. / 35.14167° пн. ш. 85.34639° зх. д. (35.141537, -85.346426).  За даними Бюро перепису населення США в 2010 році місто мало площу 19,85 км², з яких 19,84 км² — суходіл та 0,01 км² — водойми. В 2017 році площа становила 21,69 км², з яких 21,68 км² — суходіл та 0,01 км² — водойми.

## Демографія
Згідно з переписом 2010 року, у місті мешкали 7554 особи в 2960 домогосподарствах у складі 2175 родин. Густота населення становила 381 особа/км².  Було 3168 помешкань (160/км²).
Расовий склад населення:
| - 97,5 % — білих - 0,8 % — азіатів - 0,3 % — чорних або афроамериканців - 0,1 % — вихідців з тихоокеанських островів - 0,1 % — корінних американців |

До двох чи більше рас належало 1,0 %. Частка іспаномовних становила 1,6 % від усіх жителів.
За віковим діапазоном населення розподілялося таким чином: 26,2 % — особи молодші 18 років, 50,1 % — особи у віці 18—64 років, 23,7 % — особи у віці 65 років та старші. Медіана віку мешканця становила 45,3 року. На 100 осіб жіночої статі у місті припадало 87,0 чоловіків;  на 100 жінок у віці від 18 років та старших — 83,0 чоловіків також старших 18 років.
Середній дохід на одне домашнє господарство  становив 119 821 долар США (медіана — 94 000), а середній дохід на одну сім'ю — 138 798 доларів (медіана — 112 808). Медіана доходів становила 90 545 доларів для чоловіків та 56 946 доларів для жінок. За межею бідності перебувало 1,2 % осіб, у тому числі 0,0 % дітей у віці до 18 років та 1,7 % осіб у віці 65 років та старших.
Цивільне працевлаштоване населення становило 3748 осіб. Основні галузі зайнятості: освіта, охорона здоров'я та соціальна допомога — 29,9 %, науковці, спеціалісти, менеджери — 14,6 %, фінанси, страхування та нерухомість — 10,5 %, виробництво — 9,7 %.